# 羅洛夫鎮區 (北達科他州麥金托什縣)
羅洛夫鎮區（英語：Roloff Township）是位於美國北達科他州麥金托什縣的一個鎮區。

## 地方資料
羅洛夫鎮區的面積為88.13平方千米，當中陸地面積為87.74平方千米，而水域面積為0.39平方千米。根據2020年美國人口普查的數據，當地共有人口12人，而人口密度為每平方千米0.14人。